# Hans Christoph Kaergel
Hans Christoph Kaergel (né le 6 février 1889 à Strzegom, mort le 9 mai 1946 à Wrocław) est un écrivain allemand.

## Biographie
Ce fils d'un enseignant passe son enfance à Sachsenbrunn et Boguszów-Gorce. De 1910 à 1921, il est instituteur à Weißwasser.
En 1919, Kaergel publie son premier roman, Des Heilands zweites Gesicht. En 1920, il s'oppose à ce que la Haute-Silésie devienne une province de Pologne. L'année suivante, il devient une figure littéraire de Dresde et arrête l'enseignement.
En 1923, il rencontre Heinrich Zerkaulen (de). En 1925, il fait une tournée de conférences en Amérique du Nord et milite pour l'Association pour le germanisme à l'étranger. En 1936, il retourne vivre en Silésie. Il y écrit la plupart de ses œuvres et invite Hermann Stehr (de) et Kurt Arnold Findeisen (de).
En 1934, il reçoit le prix de littérature de Saxe, bien que certains livres de Kaergel présentent des désaccords politiques avec le nazisme. La même année, il publie une biographie d'Adolf Hitler, le présentant comme un homme du peuple, différemment de la propagande. En 1939, Goebbels soutient le poète de la région des Sudètes et de l'Ostmark (de).
En 1942, après que la Silésie est divisée administrativement en Haute et Basse-Silésie, Goebbels nomme Kaergel responsable du gaue de Basse-Silésie pour la Chambre de la littérature du Reich.
Lorsque la Seconde Guerre mondiale se termine, il reste en Silésie, est arrêté et meurt, selon Wilhelm Meridies, responsable de la Chambre de la littérature du Reich pour la province de Hesse-Nassau, du typhus dans une prison de Wrocław.

## Source de la traduction
- (de) Cet article est partiellement ou en totalité issu de l’article de Wikipédia en allemand intitulé « Hans Christoph Kaergel » (voir la liste des auteurs).